# Ludovico Therin Bonesio
Ludovico Therin Bonesio (Torino, 27 agosto 1705 – Bobbio, 28 luglio 1780) è stato un vescovo cattolico italiano.

## Biografia
Di nobile famiglia, abbracciò la vita religiosa tra i frati minori cappuccini e ricoprì numerose cariche nell'ordine: fu segretario generale nel 1740, padre provinciale dei cappuccini del Piemonte nel 1746, membro del definitorio, procuratore e postulatore dal 1747 al 1761. Promosse la causa di canonizzazione della cappuccina Veronica Giuliani.
Fu nominato da papa Benedetto XIV esaminatore dei vescovi e consultore della congregazione per le indulgenze e le sacre reliquie. 
Carlo Emanuele III lo scelse come vescovo di Bobbio e papa Clemente XIII lo elesse a quella sede nel 1766.
Il 2 febbraio di quell'anno ricevette l'ordinazione episcopale, nella chiesa dei Cappuccini a Roma, dal cardinale Giuseppe Maria Feroni, prefetto della Congregazione dei riti, co-consacranti Francesco Maria Piccolomini, vescovo di Pienza e Giovanni Rondinelli, vescovo di Comacchio.
Papa Pio VI lo nominò prelato domestico e assistente al Soglio Pontificio.
Ispirandosi al Catéchisme du diocèse de Meaux pubblicato nel 1687 da Jacques Bénigne Bossuet, scrisse un Compendio della dottrina cristiana che fu utilizzato come catechismo popolare per le parrocchie della diocesi. Il compendio ebbe una notevole influenza sul catechismo promulgato a Milano nel 1807 dal cardinale Giovanni Battista Caprara Montecuccoli per ordine del viceré Eugenio di Beauharnais.
Morì nel 1780 ed è sepolto nella cripta del duomo di Bobbio.

## Genealogia episcopale
La genealogia episcopale è:
- Cardinale Scipione Rebiba
- Cardinale Giulio Antonio Santori
- Cardinale Girolamo Bernerio, O.P.
- Arcivescovo Galeazzo Sanvitale
- Cardinale Ludovico Ludovisi
- Cardinale Luigi Caetani
- Cardinale Ulderico Carpegna
- Cardinale Paluzzo Paluzzi Altieri degli Albertoni
- Papa Benedetto XIII
- Cardinale Giuseppe Maria Feroni
- Vescovo Ludovico Therin Bonesio, O.F.M.Cap.